# Phymatopteris glaucopsis
Phymatopteris glaucopsis là một loài thực vật có mạch trong họ Polypodiaceae. Loài này được (Franch.) Pic. Serm. miêu tả khoa học đầu tiên năm 1973.